# Linea S30 (rete celere del Canton Ticino)
La linea S30 della rete celere del Canton Ticino collega i nodi ferroviari elvetici di Bellinzona/Cadenazzo con Luino e Gallarate in Italia.

## Storia
La linea nacque nel 2004 sulla tratta da Bellinzona a Luino, con la rinumerazione delle vecchie corse regionali, che effettuavano tutte le fermate.
Da giugno 2007 la linea iniziò ad essere servita dai nuovi elettrotreni serie RABe 524.
Nel 2008 dal 13 dicembre, in accordo con la Regione Lombardia, il Canton Ticino rinumerò le proprie linee: la linea S3 divenne S30.
Dal 12 dicembre 2011 la linea è stata prolungata da Luino all'aeroporto di Malpensa, effettuando tutte le fermate intermedie, seguendo il percorso della Gallarate-Laveno.
Dopo che il 7 dicembre 2016 è stata inaugurata la nuova linea ferroviaria Terminal 1-Terminal 2, dal 18 dicembre successivo la linea S30 è stata prolungata di conseguenza fino all'aerostazione secondaria.
A decorrere da giugno 2018, col prolungamento della linea celere S40 da Varese a Malpensa Aeroporto Terminal 2, la S30 cessa i collegamenti con l'aeroporto, attestandosi al capolinea meridionale di Gallarate.

## Orario di servizio
Dalle 5.50 (7.05 da Luino) alle 18.01 (19.15 da Luino) i treni circolano a cadenza bioraria (uno ogni due ore) con coincidenze a Cadenazzo con i treni IR per Zurigo e Lucerna; a Bellinzona, alla sera, con i treni provenienti dal Sottoceneri. Completano l'offerta delle corse automobilistiche operate dalle 07.00 alle 24.00 con cadenza oraria sulla sola tratta in territorio svizzero.
Tra il 2011 e il 2018 alcune corse si attestavano al capolinea meridionale di Malpensa Aeroporto.

## Materiale rotabile
Sono utilizzati elettrotreni bitensioni a 4 casse serie RABe 524 della società TiLo, appartenenti alla famiglia dei FLIRT.

## Stazioni
| Stazione              | Apertura | Interscambi | Note                                                                                        |
| --------------------- | -------- | ----------- | ------------------------------------------------------------------------------------------- |
| Bellinzona            |          |             |                                                                                             |
| Giubiasco             |          |             |                                                                                             |
| Sant'Antonino         |          |             |                                                                                             |
| Cadenazzo             | 2004     | S20         |                                                                                             |
| Quartino              | 2004     |             |                                                                                             |
| Magadino-Vira         | 2004     |             |                                                                                             |
| San Nazzaro           | 2004     |             |                                                                                             |
| Gerra (Gambarogno)    | 2004     |             |                                                                                             |
| Ranzo-Sant'Abbondio   | 2004     |             |                                                                                             |
|                       |          |             | confine Svizzera-Italia                                                                     |
| Pino-Tronzano         | 2004     |             |                                                                                             |
| Maccagno              | 2004     |             |                                                                                             |
| Colmegna              | 2004     |             |                                                                                             |
| Luino                 | 2004     |             |                                                                                             |
| Porto Valtravaglia    | 2011     |             |                                                                                             |
| Caldè                 | 2011     |             |                                                                                             |
| Laveno-Mombello       | 2011     |             | vicinanza a Stazione di Laveno Mombello Nord (1 km) posta su ferrovia Laveno-Varese-Saronno |
| Sangiano              | 2011     |             |                                                                                             |
| Besozzo               | 2011     |             |                                                                                             |
| Travedona-Biandronno  | 2011     |             |                                                                                             |
| Ternate-Varano Borghi | 2011     |             |                                                                                             |
| Mornago-Cimbro        | 2011     |             |                                                                                             |
| Besnate               | 2011     |             |                                                                                             |
| Gallarate             | 2011     |             |                                                                                             |

## Tariffa Speciale Malpensa Aeroporto
I treni della linea S30 vengono identificati in Lombardia come semplici treni regionali "R".
Fintanto che la linea vi ha operato, le relazioni di viaggio che avevano come origine o destinazione Malpensa Aeroporto T2 (in cui il passeggero inizia o termina il viaggio in treno alla Stazione "Malpensa Aeroporto Terminal 2") erano a tariffa speciale, anche se effettuati su treni regionali "R".